# Matteo Correa Magallanes
Matteo Correa Magallanes (Tepechitlán, 23 luglio 1866 – Durango, 6 febbraio 1927) è stato un presbitero messicano, canonizzato da papa Giovanni Paolo II nel 2000.

## Biografia
Nacque a Tepechitlán (Zacatecas) il 23 luglio 1866. Nel 1881 entrò nel seminario di Zacatecas e nel 1893 venne ordinato sacerdote, all'età di 27 anni.
Quando era ancora un giovane prete celebrò la prima comunione al futuro beato Miguel Pro, che in seguito sarebbe diventato gesuita e anche lui sarebbe stato martirizzato nelle guerre dei cristeros. Nel 1898 divenne parroco a Concepción del Oro e nel 1908 fu trasferito a Colotlán. Nel 1926 fu assegnato alla parrocchia di Valparaiso.
Il 30 gennaio 1927 fu arrestato dai soldati, mentre portava gli ultimi sacramenti a una donna malata. Venne mandato nel carcere di Zacatecas e poi in quello di Durango. Il generale Eulogio Ortiz gli chiese di confessare alcuni cristeros incarcerati e di riferirgli quello che avevano detto, ma il prete rifiutò, essendo tenuto al segreto confessionale. Il generale allora, il 6 febbraio, lo fece giustiziare con la propria pistola d’ordinanza, presso il cimitero di Durango.